# Trebević
Trebević je pohoří v jihovýchodní části Bosny a Hercegoviny. Rozkládá se jihovýchodně od Sarajeva, v republice srbské. Leží nedaleko dalšího významného pohoří, Jahorina. Maximální výška Trebeviće činí 1 629 m – dosahuje ji stejnojmenná hora.
Trebević představuje významnou lokalitu z hlediska turistického ruchu i rekreačních aktivit. Během války byl relativně poškozen. Probíhaly zde těžké boje (vzhledem ke strategické poloze celé oblasti z hlediska dělostřelectva). PohořÍ bylo i vzhledem k průběhu fronty také z velké části zaminováno. V současné době však již byly miny v oblasti převážně odstraněny. V roce 1975 byl asi 100 m pod vrcholem postaven televizní vysílač a jako jediný nebyl během bombardování letouny NATO v roce 1995 zničen. Roku 1984 se zde během zimní olympiády konaly některé ze soutěží – bobová a sáňkařská dráha jsou však zdevastovány.

## Lanová dráha
V roce 1959 vybudovala československá firma Transporta Chrudim na Trebević lanovou dráhu. Dolní stanice se nachází na Bistriku, horní pak na Vidikovci, u stejnojmenné restaurace. S délkou 2100 m byla nejdelší lanovou dráhou v okolí. Jednalo se o prototyp dvoulanové oběžné lanovky. Několik podobných společnost následně postavila i v Československu a jednu i v NDR, avšak lišily se v některých detailech (např. kabiny, žádná z nich však už není v provozu). Roku 1984 se v souvislosti se ZOH lanová dráha dočkala rekonstrukce. Během války byla velmi poškozena a později uzavřena. Provoz byl přerušen a prvky staré trati byly odmontovány. 6. dubna 2018 byla obnovená lanovka uvedena opět do provozu.